# Hydroglyphus pentagrammus
Hydroglyphus pentagrammus är en skalbaggsart som först beskrevs av Hermann Rudolph Schaum 1864.  Hydroglyphus pentagrammus ingår i släktet Hydroglyphus och familjen dykare. Inga underarter finns listade i Catalogue of Life.